# Striga
Striga  es un género plantas fanerógamas perteneciente a la familia Scrophulariaceae. Ahora clasificada dentro de la familia Orobanchaceae. Comprende 79 especies descritas y de estas, solo 18 aceptadas.

## Taxonomía
El género fue descrito por João de Loureiro y publicado en Flora Cochinchinensis 1: 22. 1790.    La especie tipo es:  Striga lutea Lour.

## Especies aceptadas
A continuación se brinda un listado de las especies del género Striga  aceptadas hasta mayo de 2014, ordenadas alfabéticamente. Para cada una se indica el nombre binomial seguido del autor, abreviado según las convenciones y usos: 
- Striga aequinoctialis A.Chev. ex Hutch. & Dalziel
- Striga angolensis K.I.Mohamed & Musselman
- Striga angustifolia (D. Don) C.J. Saldanha
- Striga asiatica (L.) Kuntze
- Striga bilabiata (Thunb.) Kuntze
- Striga densiflora (Benth.) Benth.
- Striga elegans Benth.
- Striga euphrasioides (Vahl) Benth.
- Striga forbesii Benth.
- Striga gesnerioides (Willd.) Vatke
- Striga hermonthica (Delile) Benth.
- Striga hirsuta Benth.
- Striga latericea Vatke
- Striga linearifolia (Schumach. & Thonn.) Hepper
- Striga macrantha (Benth.) Benth.
- Striga masuria (Buch.-Ham. ex Benth.) Benth.
- Striga rowlandii Engl.
- Striga strigosa R.D.Good